# Tye Fields
Walter Tyeson Fields, detto Tye (Missoula, 8 febbraio 1975), è un pugile statunitense. Peso massimo della boxe, alto 203 cm (6 ft 9½ in) e pesa 125 kg (275 Ibs), ha affrontato 42 incontri: 41 vinti (37 per ko) e 1 perso.

## Carriera
Prima di entrar a far parte del mondo del pugilato Tye Fields era un giocatore di basket. Ha giocato nella Oral Roberts e alla San Diego State University. Il suo anno scolastico era quasi terminato e le sue possibilità di entrare a far parte dell'NBA erano svanite come anche il progetto di andare in Europa. Alla fine si ritrovò a casa con i suoi genitori senza nessun futuro nell'ambita associazione di basket. Grazie ad un amico, venne a sapere che i Des Moines Dragons, una squadra americana di categoria inferiore, tenevano dei provini per scegliere nuovi membri. Lui ci riesce, inizialmente si accontenta, ma dopo un certo periodo capisce che tutto ciò non è il suo sogno, non lo soddisfa. Dispiaciuto di aver dato tanto al basket ma senza successo, come lui avrebbe voluto, incontra Paul Sciezinski. Con lui scopre una nuova inclinazione, quella verso il pugilato. Tye Fields dotato di un fisico imponente e virile, infatti è alto 2,03 m per 125 kg, gli permetterebbe di sopprimere e dare pugni facilmente. Inoltre, attraverso il basket, ha acquisito una certa dinamica, importante per praticare la "noble art". Messo nelle mani di due istruttori, Emanuel Steward e Jesse Reid, lascia alle spalle il basket e si inizia ad allenare con i guantoni. La sua corporatura sconforta gli avversari e la sua agilità facilizza il tutto. Vigoroso come il mito internazionale Primo Carnera o come il peso massimo russo Nikolai Valuev. Più si allena e più viene messo alla prova, pensando che ha messo a tappeto pugili come: l'ex campione statunitense dei pesi massimi Bruce Seldon, il messicano Saul Montana ed ancora Ed Magone e Maurice Harris. Alcuni esperti della boxe, però, dubitano di lui, in quanto ha subito nel 2001 una sconfitta con Jeff Ford, un pugile se così si può definire, che combatte con lo scopo di guadagno e senza impegno. Altri lo reputano un grande, in quanto intraprendere una carriera pugilistica all'età di ventiquattro anni, non è assolutamente facile.